# ル・マガザン・ピトレスク
ル・マガザン・ピトレスク (仏：Le Magasin pittoresque) は、フランスの百科全書的な月刊誌。エドゥアール・シャルトンによって1833年1月に設立され、1938年まで刊行された。

## 歴史
本誌の最初の号は1833年1月に版画入りの8ページ冊子として刊行され、8日後に新しい号が2スーで販売された。これは1850年7月16日の国民立法議会でスタンプ法が制定されるまでの期間続けられた。この法律は、10サンチームで販売された出版物に重い負担をかけており、本誌は当初月刊で、のちに月2回刊で刊行された。
本誌は、現代の知見を無視することなしに過去の遺産に重点を置いて人気を得た百科全書的な内容だった。内容は道徳、歴史、考古学、芸術、自然科学、産業、旅行などのすべての資料を採り上げることを目的としていた。そして好みに応じて純粋で有益な気晴らしとして家庭生活の余暇活動を豊かにする性質のものであった。パリではすでに1792年から1816年にかけて刊行された百科全書的な雑誌が存在していた。

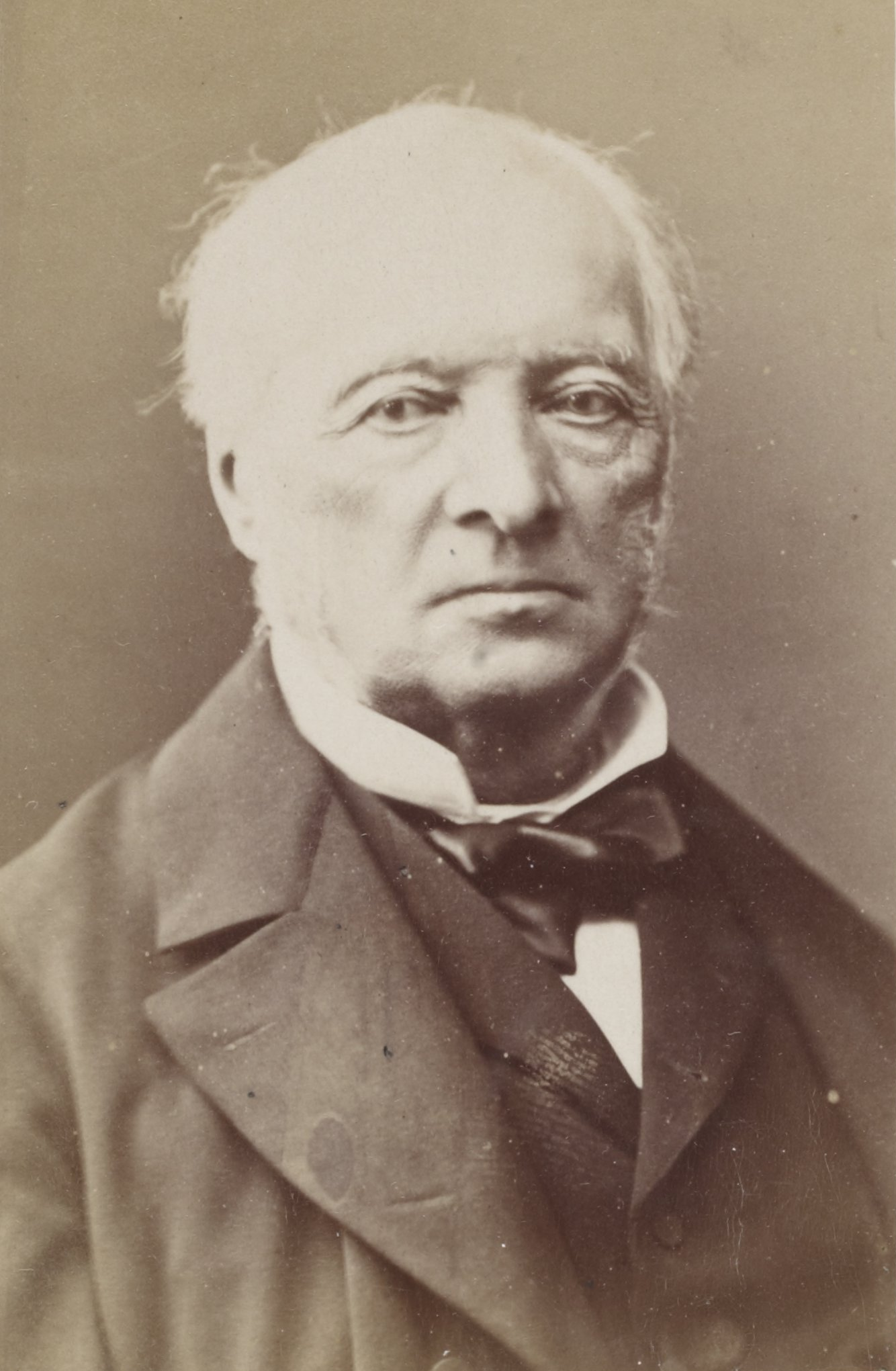
エドゥアール・シャルトン
(1883年)

エドゥアール・シャルトンは、イギリスの雑誌の例にしたがって、本誌のアイデアを練り、計画を立てて編集者を募集した。彼らの多くはグランゼコールの出身であり、資料面からも準備が整えられた。しかし、編集者が直面したもっとも大きな課題の一つは、十分な数の木版画を入手することだった。
もとよりサン＝シモン主義者であったシャルトンは、画像によって示された教えを照合し、補足したいと考えていた。それは、彼が「より確実に頭に浮かぶように目に訴えること」と呼んだものであった。しかし、当時木版画はイラストの作成をするための安上がりな技法であり、当時のフランスではその使用はほとんど完全に放棄されていた。シャルトンが自宅に週に4、5点の版画を送るよう版画家に需めたが、彼らはせいぜいひと月に同じ数を製作するのが精一杯だと抗議した。
幸いにも、イギリスでは17世紀以降多くの雑誌が発刊されており、版画も継続的に使用されていた。シャルトンはロンドンに赴き、版画の原版となる写真を借用した。しかし、フランスの版画家たちは、本誌の成功とそれが引き起こした競争に刺激されて、かつて無視されていたこの版画技法に注目する者が増え、仕事と技術の両面でイギリスの版画家と競い始めた。シャルトンは、初期にパリの会社「ABL」と提携し、社員のジョン・アンドリュー (John Andrew, 生年不詳-1870/1875)、ジャン・ベス（Jean Best, 1808-1879) イジドール・ルロワール（Isidore Leloir, 生没年不詳)の三名の協力を得た。彼らはのちにローラン・オテラン（Laurent Hotelin）を加えた協会「Best LHR」を結成している。編集者のジャン・ベスはしばらくの間本誌の取締役に任命されていた。
本誌の成功は発足した時と同じくらい急速に訪れた。設立2年目で最大10万人の購入者が集まり、本誌は大成功を収めた。彼らの権利放棄によって、初期の協力者は本誌の成功に大きく貢献した。当初からその道徳的結束を保ち、経営者に完全な自由を残すために、どの条項にも署名しないことが彼らの間で合意されていた。 しかし、ジョルジュ・サンドが時々貢献したことや、カミーユ・フラマリオンが1864年に22歳でデビューしたことが知られている。その結果、ディレクターはすべてを判断する仕事を任された。シャルトンはヤコブ通りに事務所を置き、提示されたすべての記事を管理し、必要に応じて手を加え、修正する必要があった。つまり、彼は出版物のすべての部分を管理していた。

「毎週木曜日。」と、1865年以降の協力者の一人であるガストン・ティサンディエは語る。
エドゥアール・シャルトン氏は貸しオフィスの一階で皆に会いました。彼は丸テーブルの前に坐り、床には緑のじゅうたんが敷かれていました。その場所には修道院のような素朴さがありました。すべての訪問者を簡単に認められました。彼らは部屋の周りに座って、シャルトン氏の隣に順番に席を取りました。会話は全員に聞かれ、隠すものは何もありませんでした。日中すべてがオープンに行なわれました。新参者はそこに歓迎と笑顔、そしてほとんど父親のような懇願の表情を見つけました。シャルトン氏は、ときに他の場所で否定される彼らに対してした良い事を疑っていません。絵のように美しい『ル・マガザン・ピトレスク』のディレクターは、しばしばふさわしくない原稿を訂正しました。氏は彼らに欠陥が何か、そしてそれを改善するために何をすべきかをわざわざ言いました。

彼の知的な指導ぶりとは関係なく、シャルトンは 『ル・マガザン・ピトレスク』に彼の高くてゆるぎない道徳の痕跡を残した。一節としてその痕跡のない言葉はない。彼は年次版の第51巻でこう述べた。
私の協力者と私がこの50年間に非常に多くの多様な主題について書いた何千ものページのなかで、私がそれを公開する前に心配して読んでいなかったものはありません。
1851年から1870年まで、同誌の年次版である「アルマナック・デュ・マガザン・ピトレスク（Almanach du Magasin pittoresque）」はオリジナルのテキストと版画を収録して毎年刊行された。1888年、シャルトンは『ル・マガザン・ピトレスク』の経営から手を引き、シャルル・メイエとウージェーヌ・ベス（Eugène Best）が跡を継ぎ、1895年まで刊行された。社名は「Charles Furne - Jouvet & Cie.」となった。1898年にはガリエラ美術館のキュレーターであるシャルル・フロマンタン（Charles Formentin）が経営を引き継ぎ、1901年にエミール・フーケ（Émile Fouquet）とエルネスト・ボウギッテ（Ernest Beauguitte）がディレクターと編集長をそれぞれ務めた。出版は1915年に中断し、1917年に新しい形式で再開。1921年まで刊行された。

## イラスト・ギャラリー

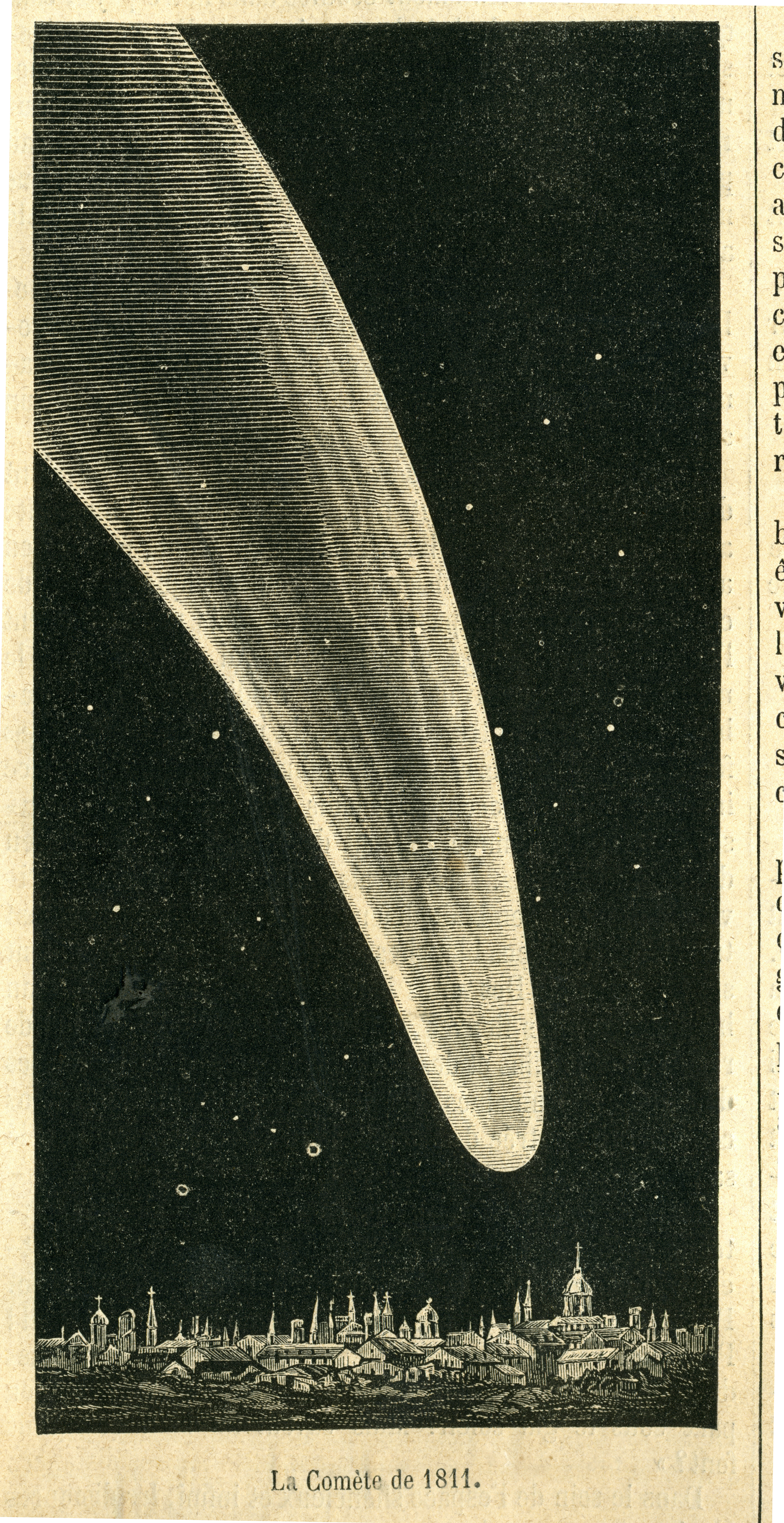
1811年の大彗星
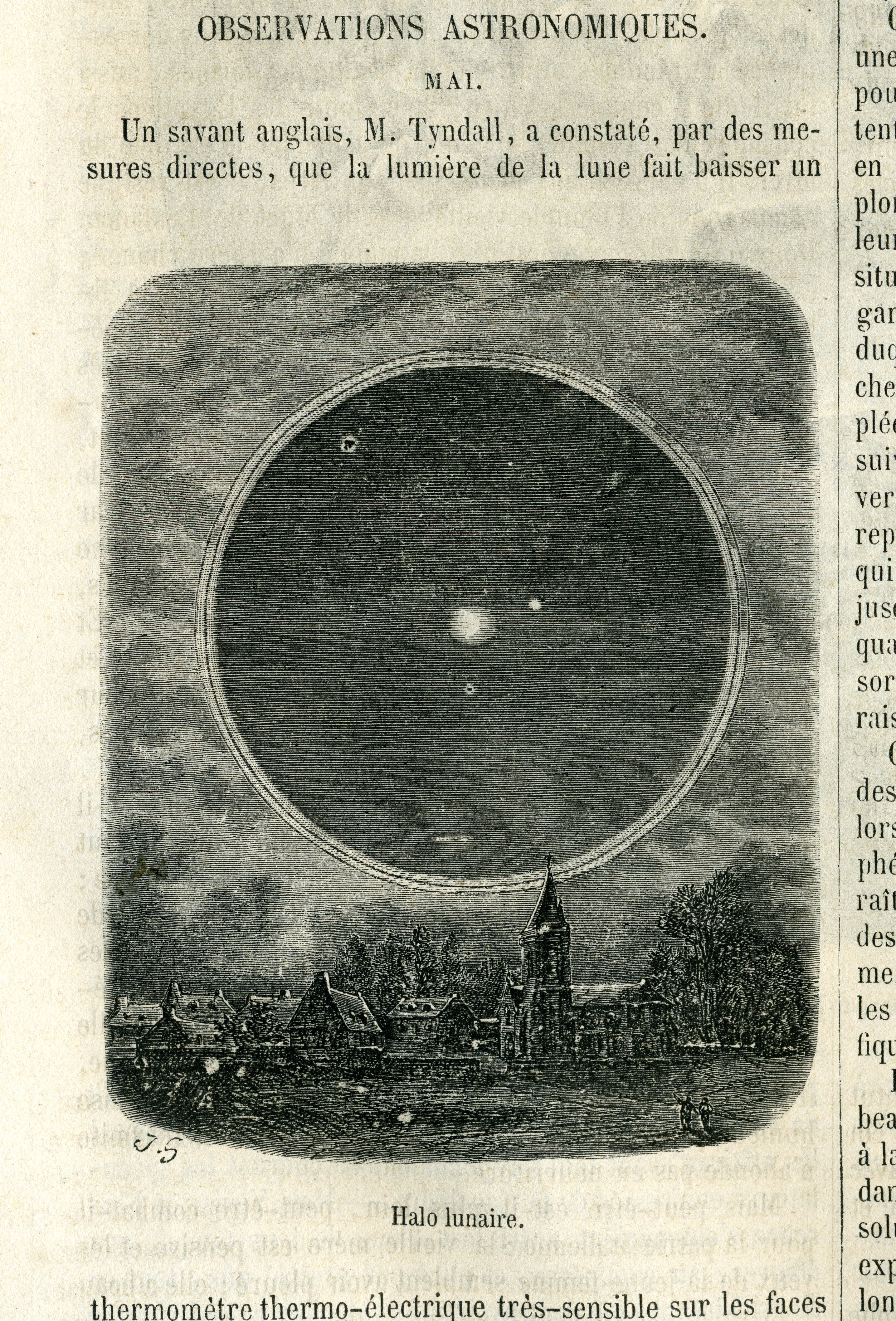
月の暈
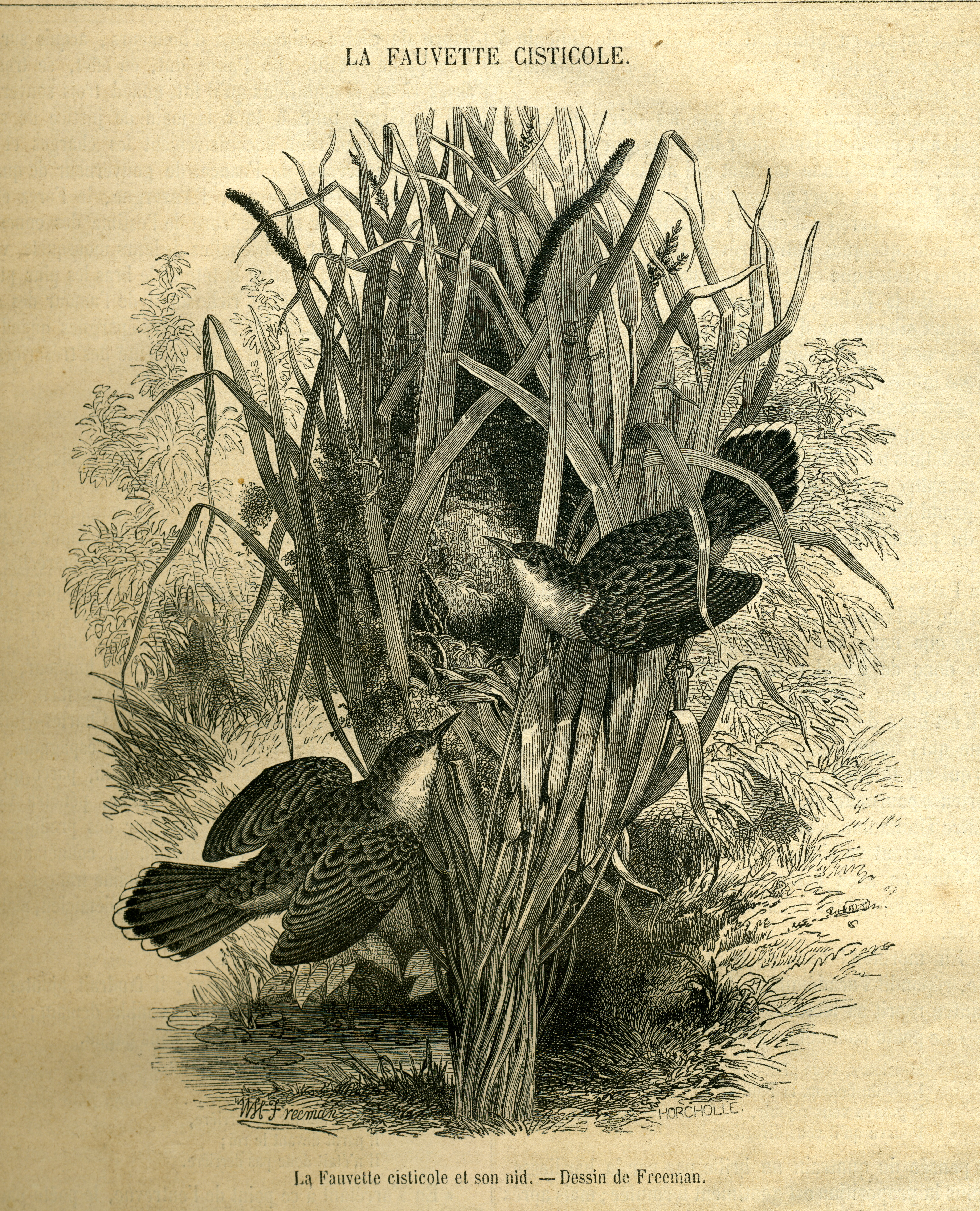
セッカ科
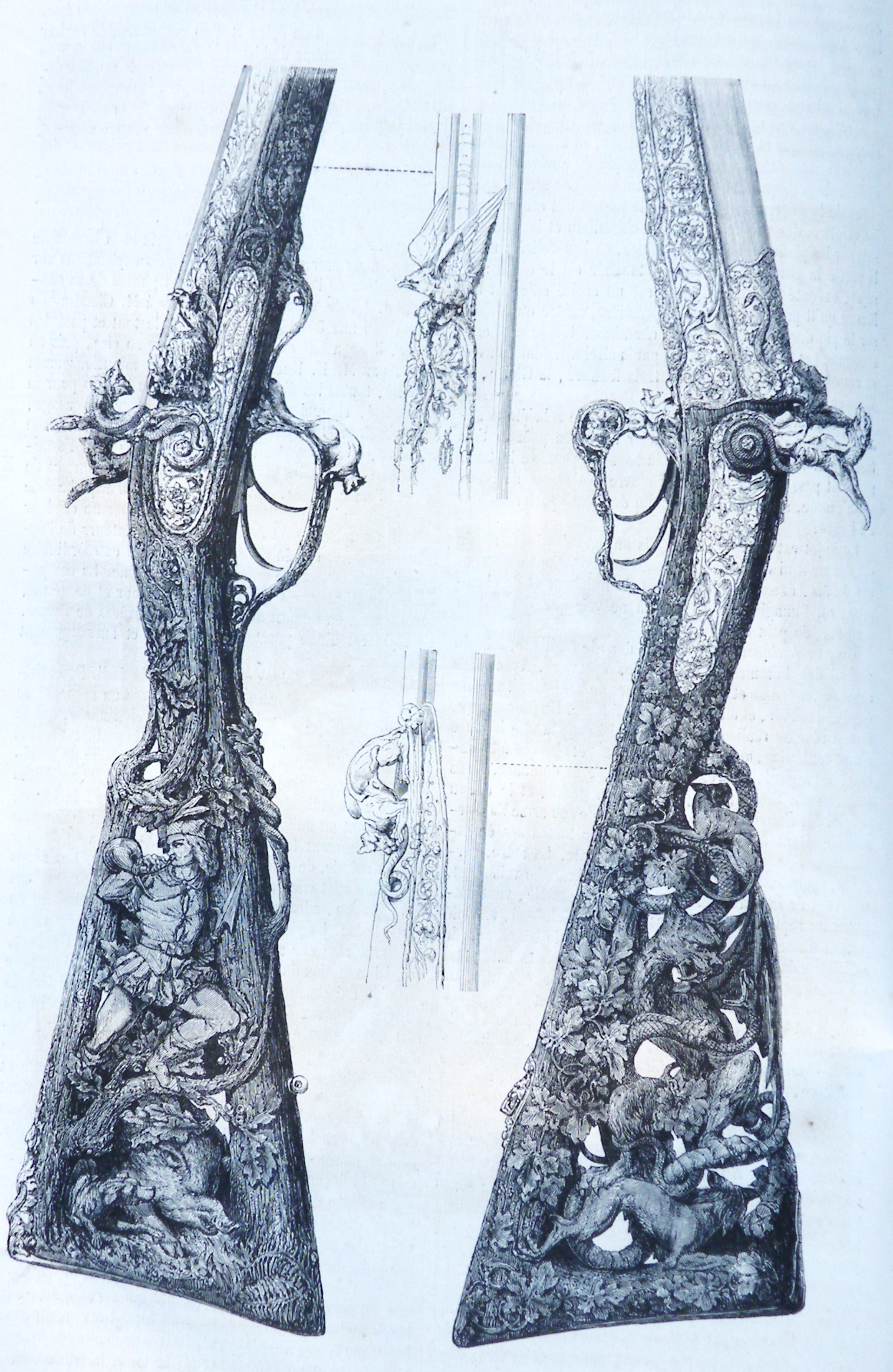
銃床の彫刻
ヴェネツィアの洗面器 (16世紀)
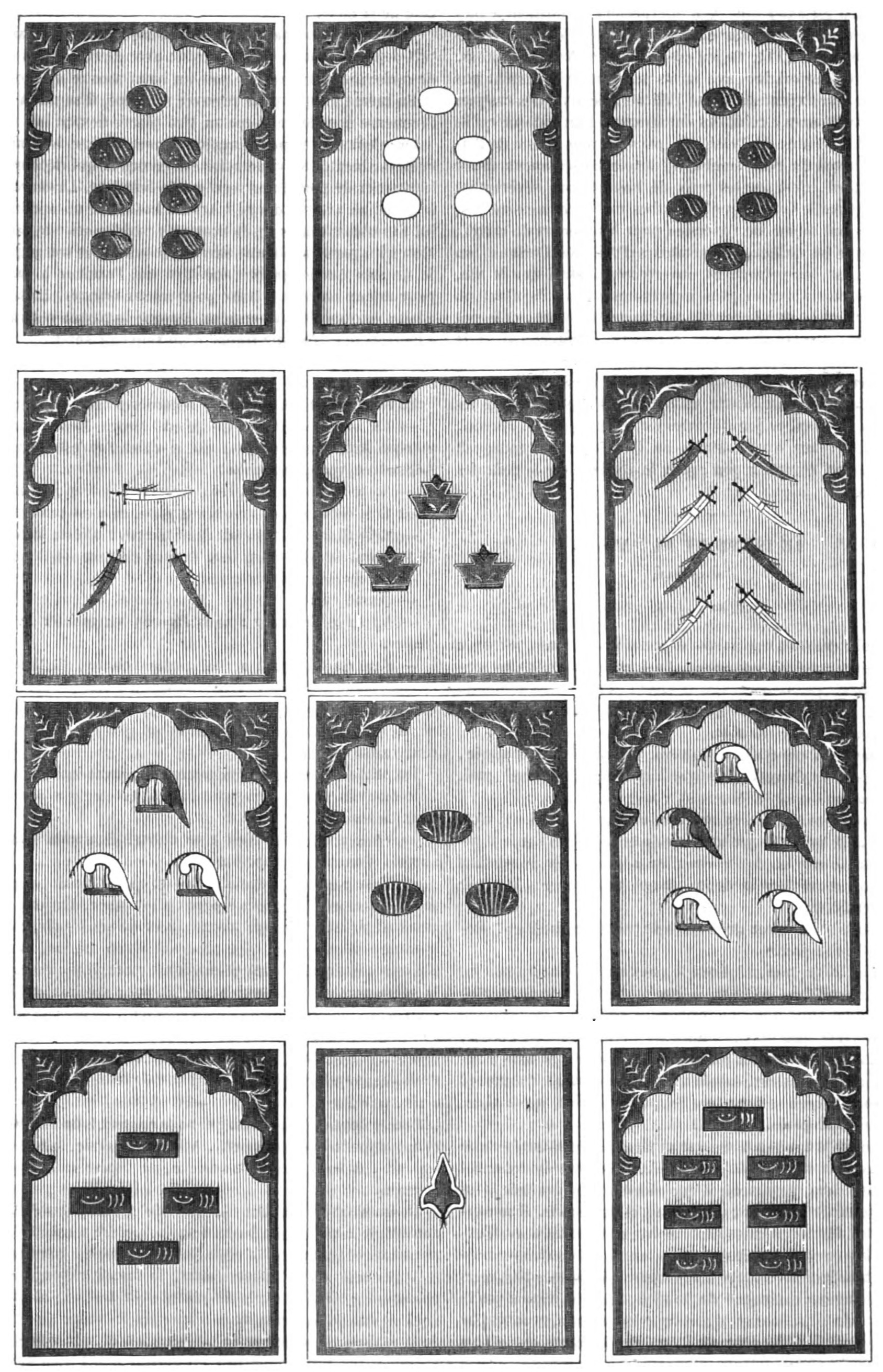
象牙製トランプ
象牙製聖書カバー
16世紀の時計
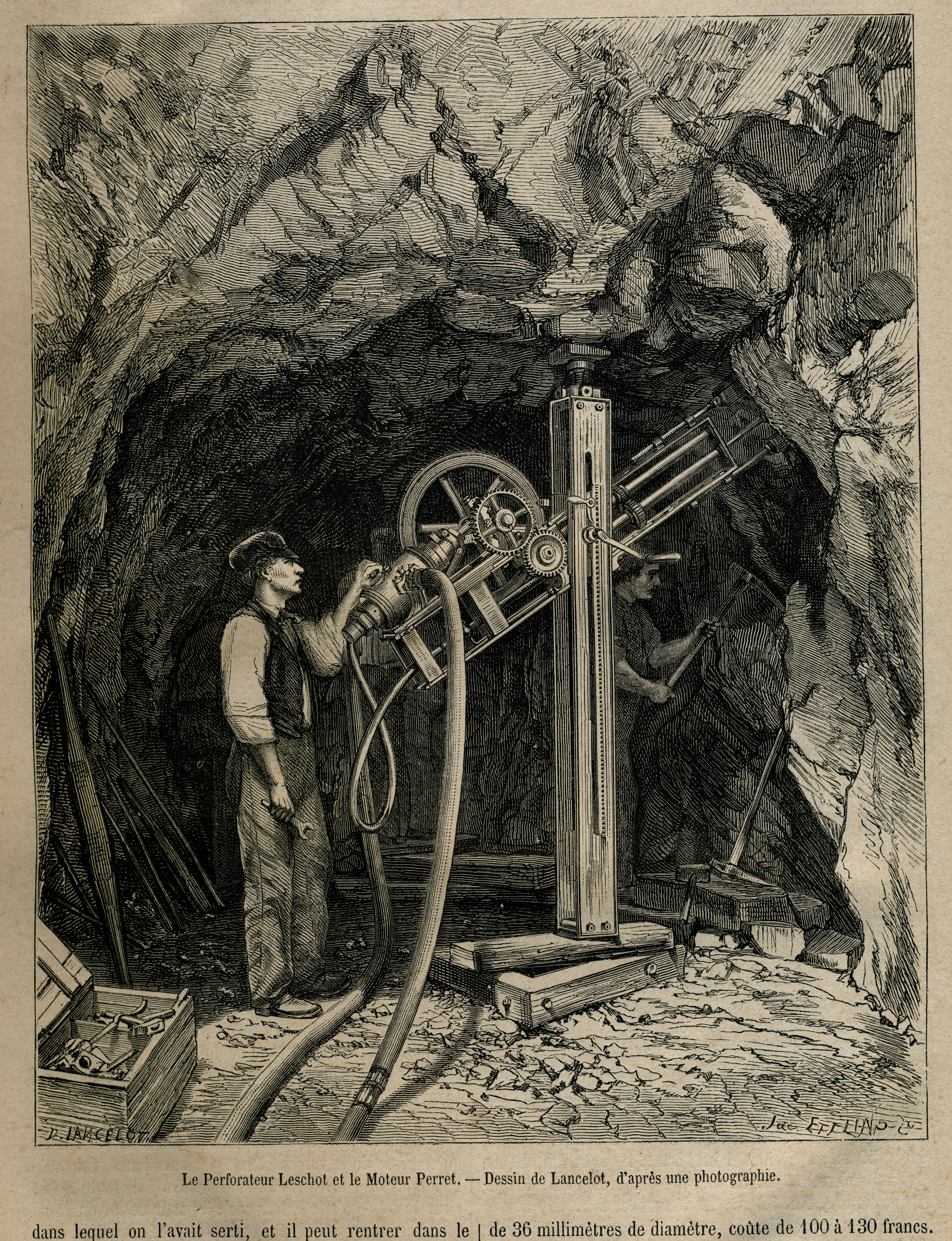
削岩機

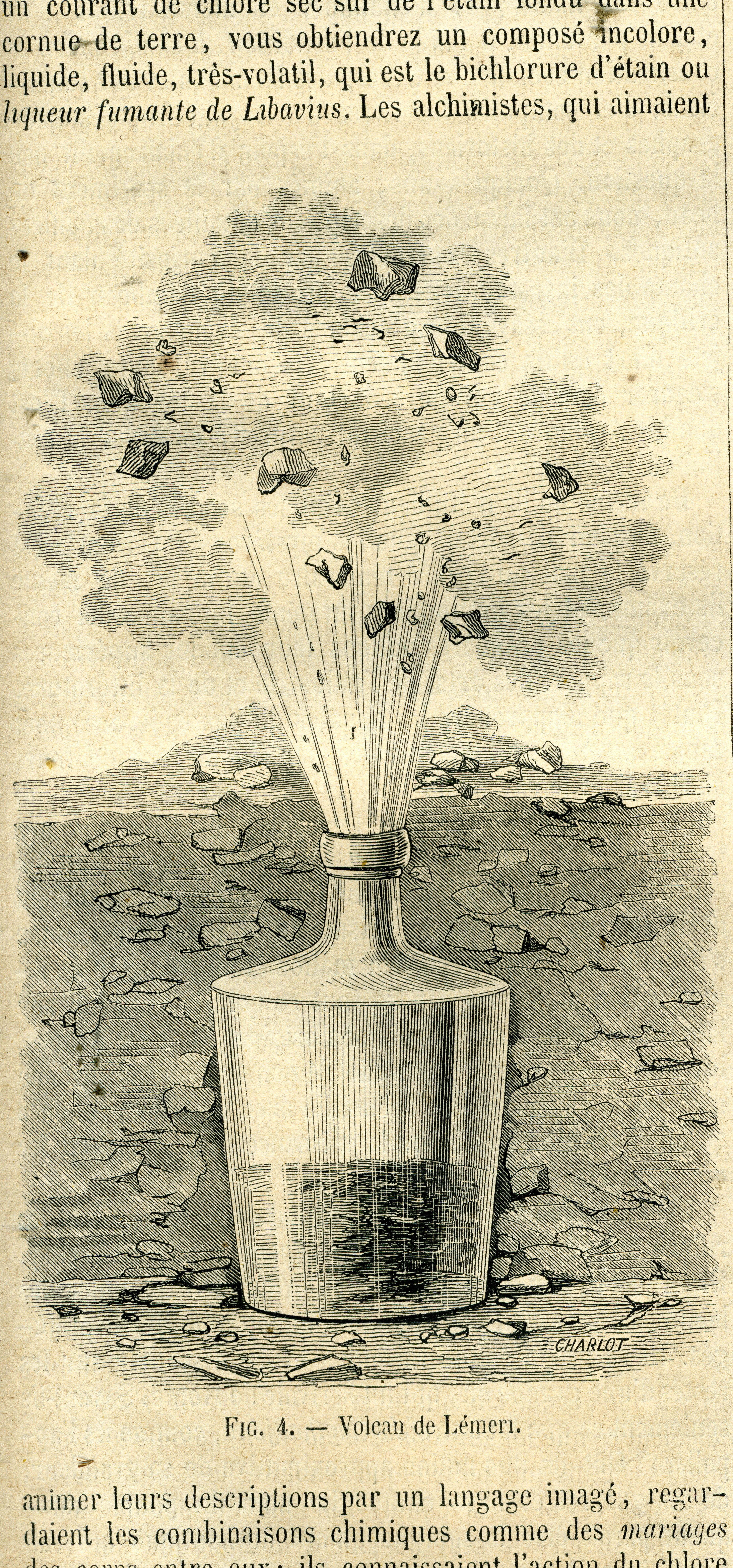
N.レメリーの噴火実験
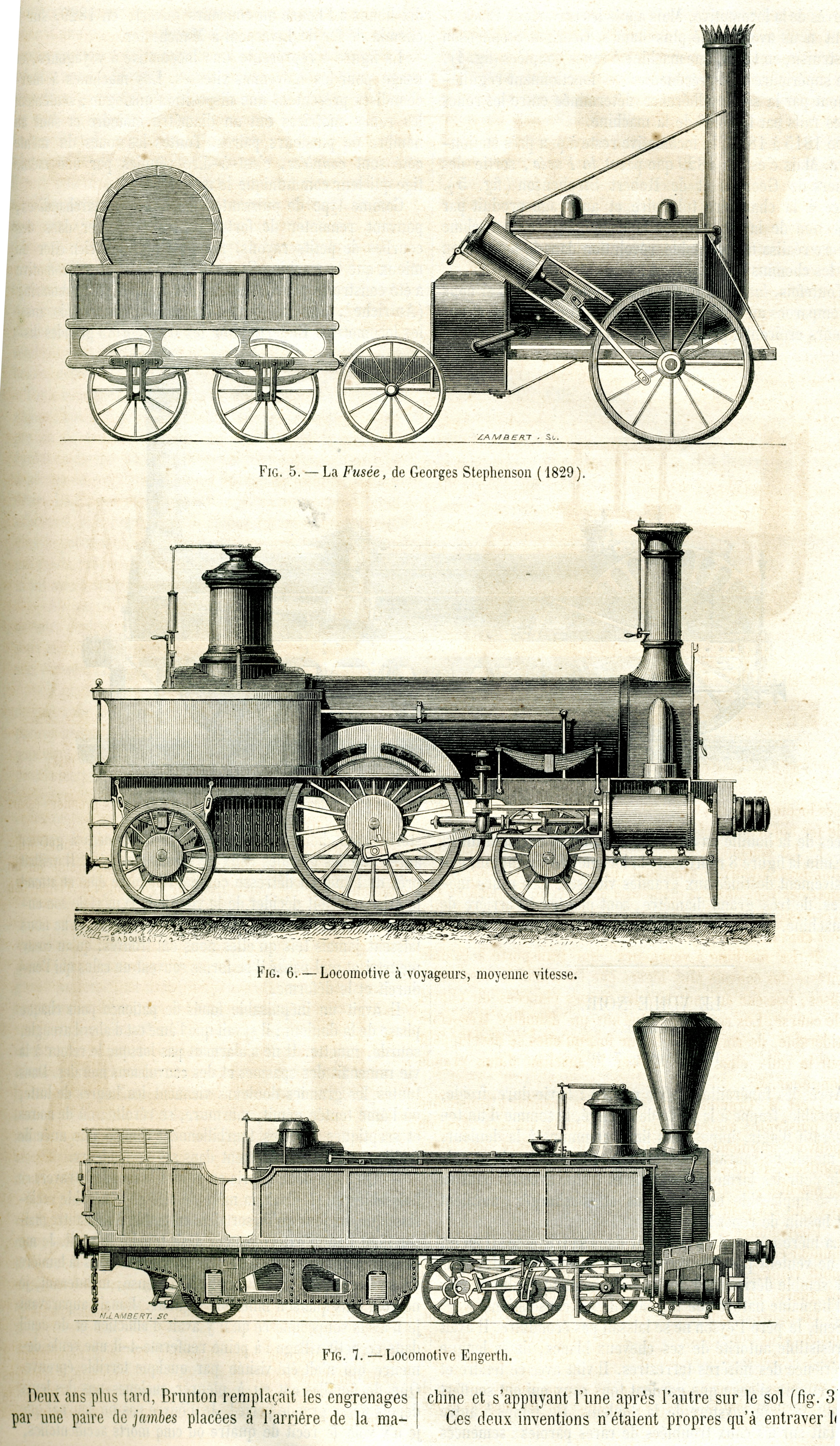
ロケット号
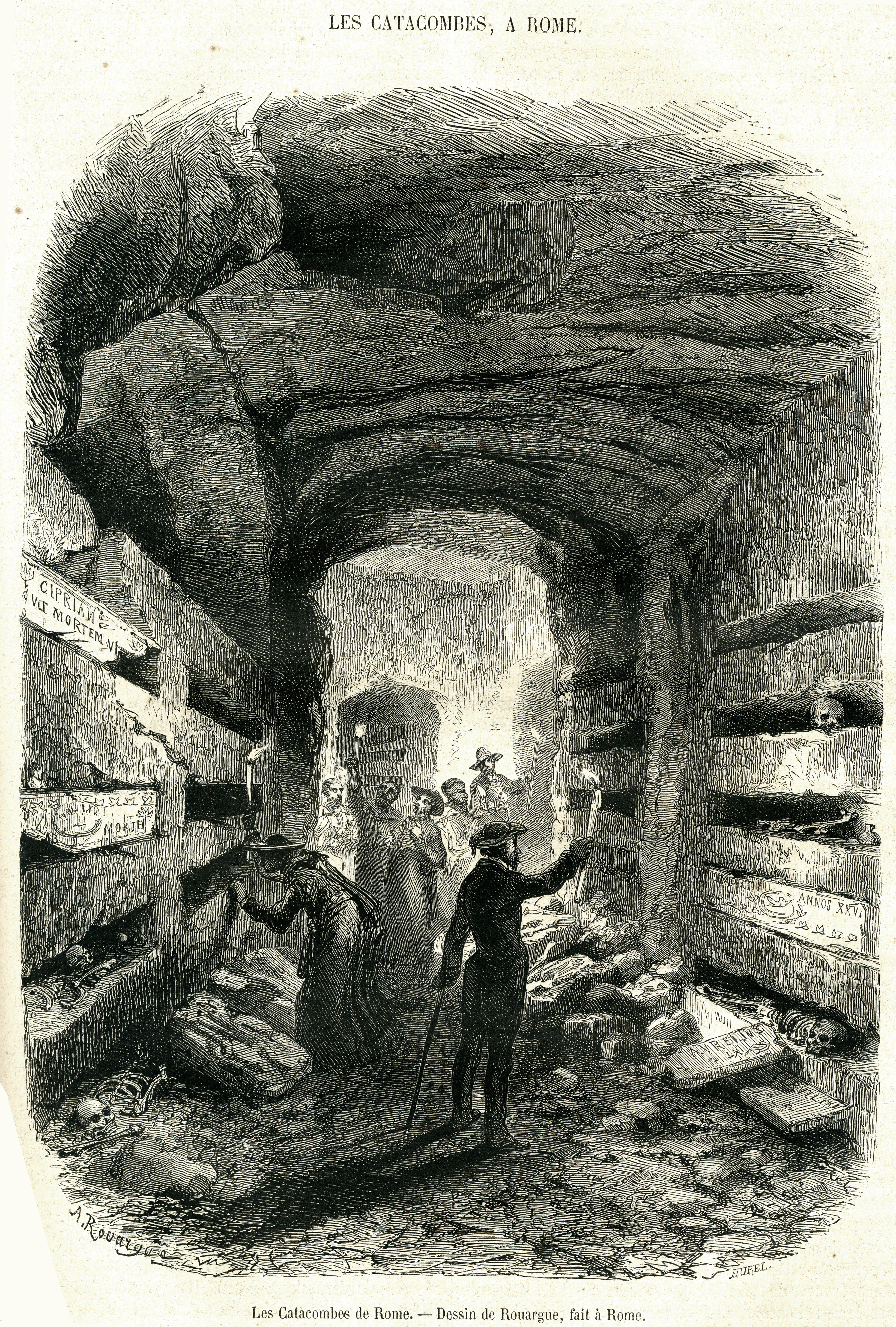
ローマのカタコンベ
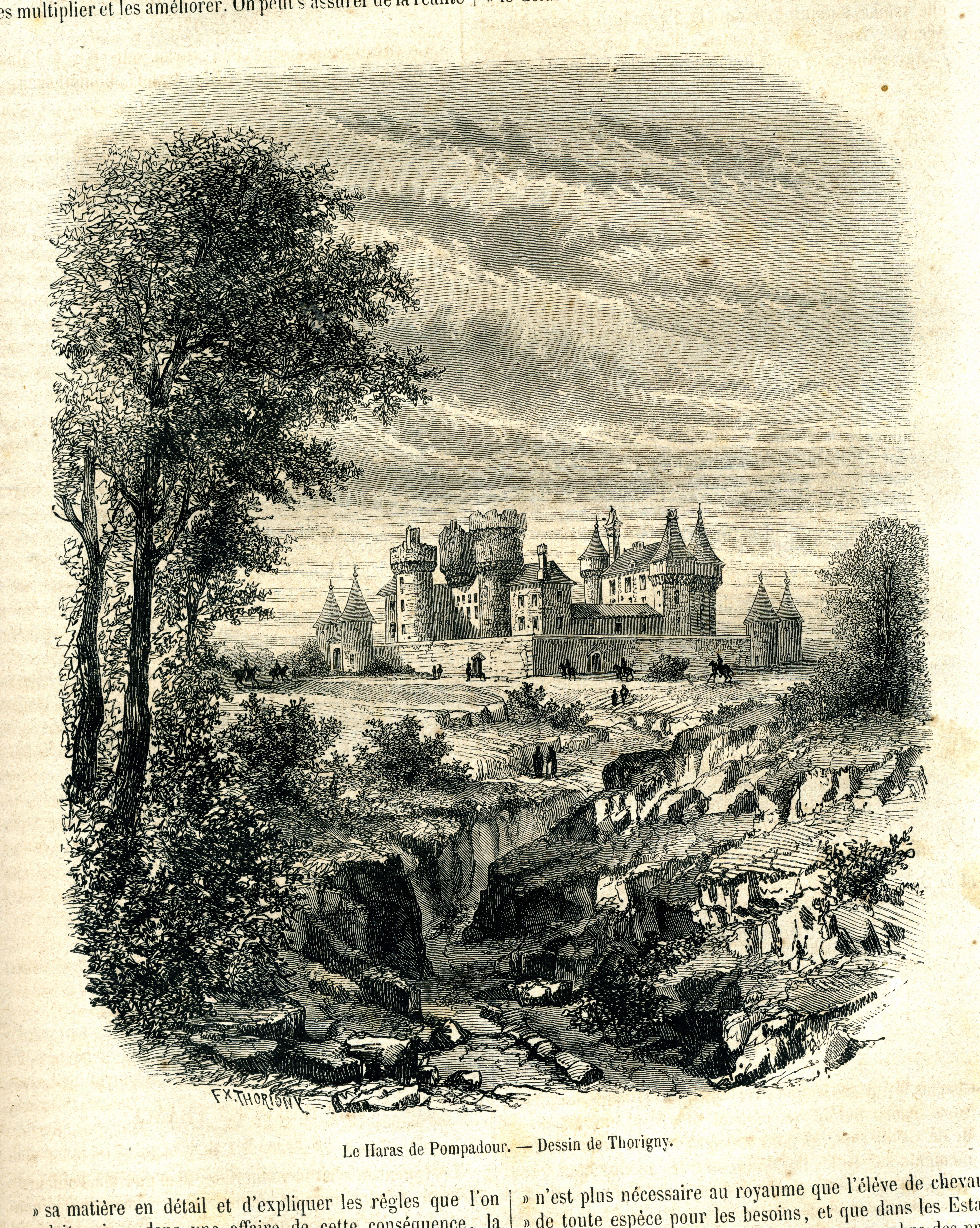
ポンパドゥール繋養牧場
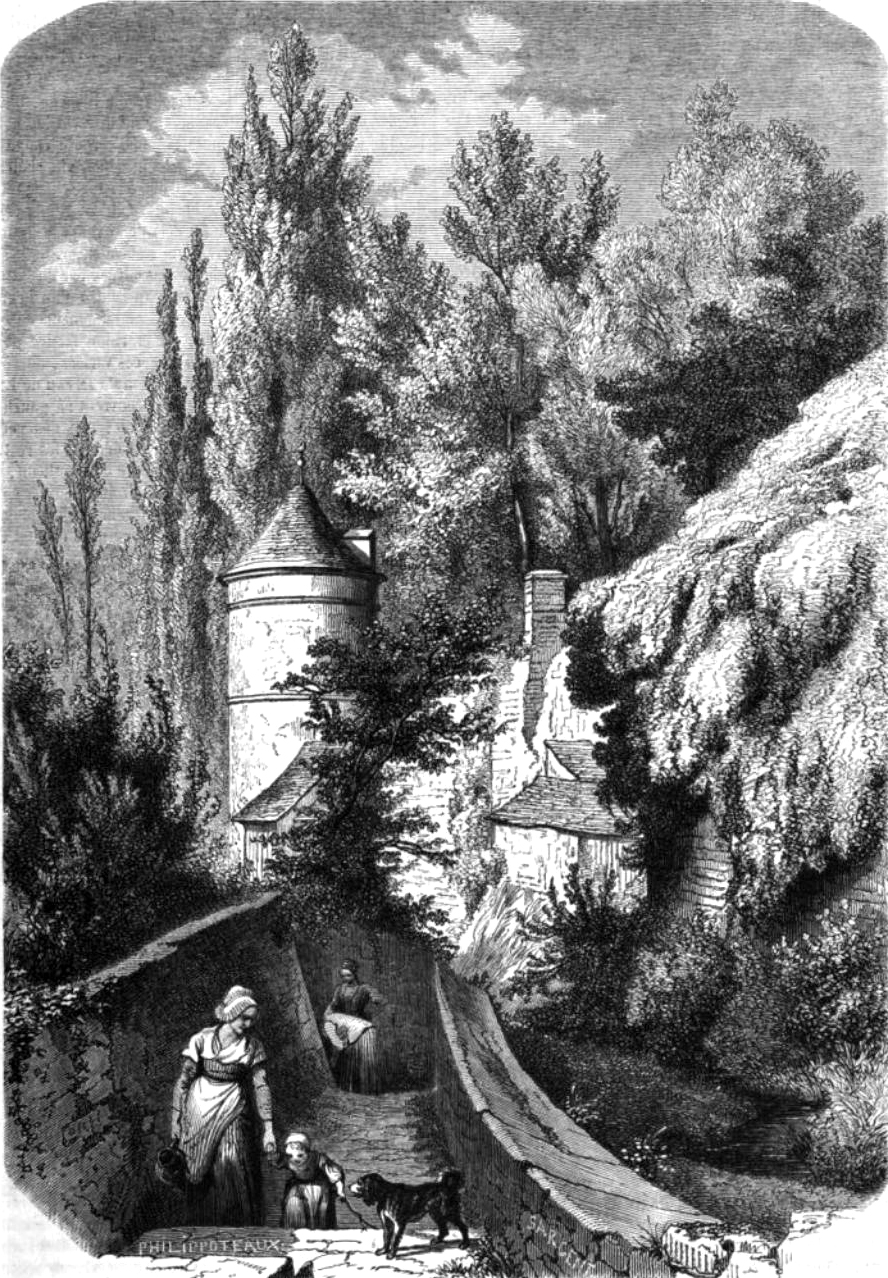
エルムノンビル城
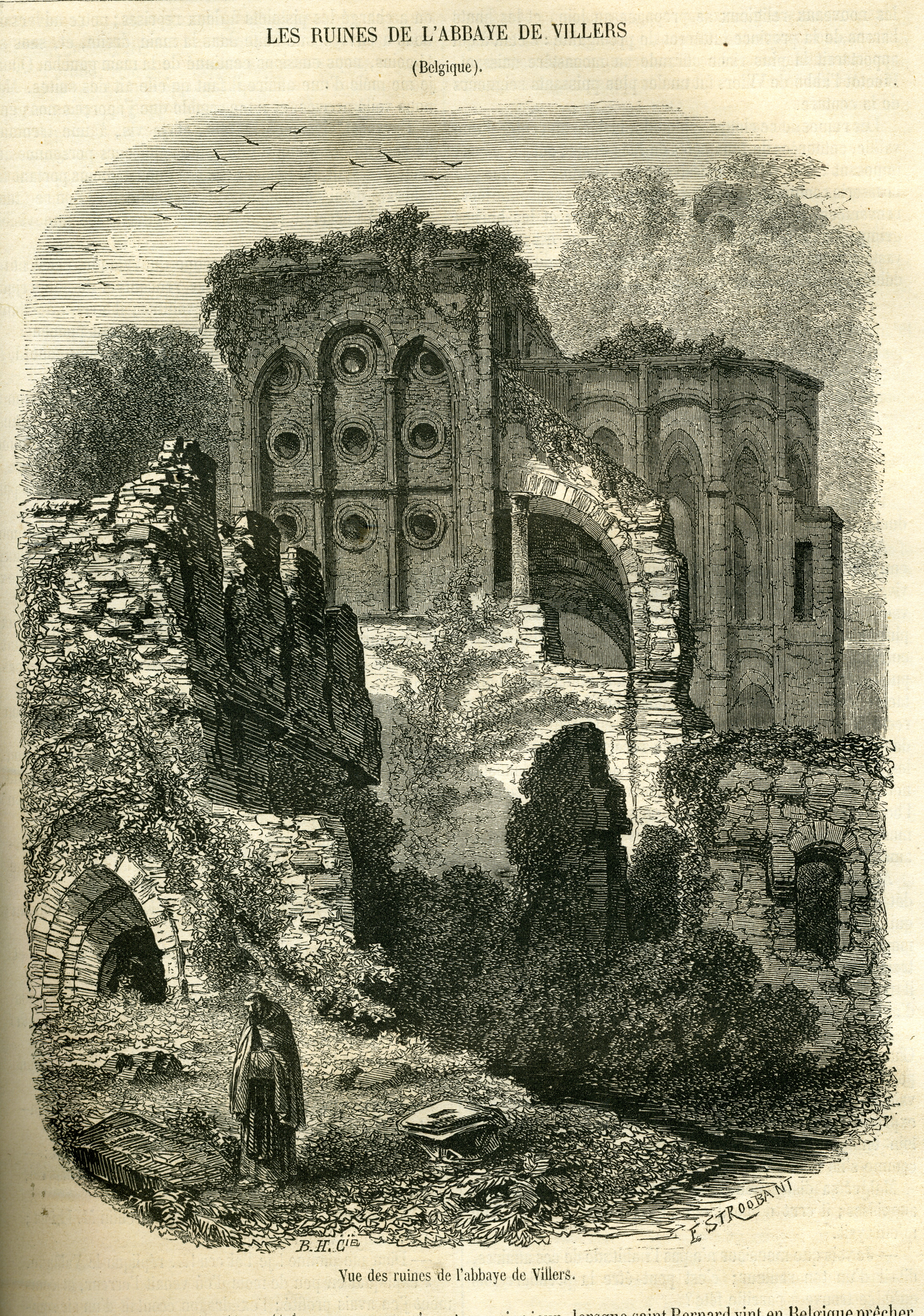
ヴィレ修道院
ウェルキンゲトリクスの石像
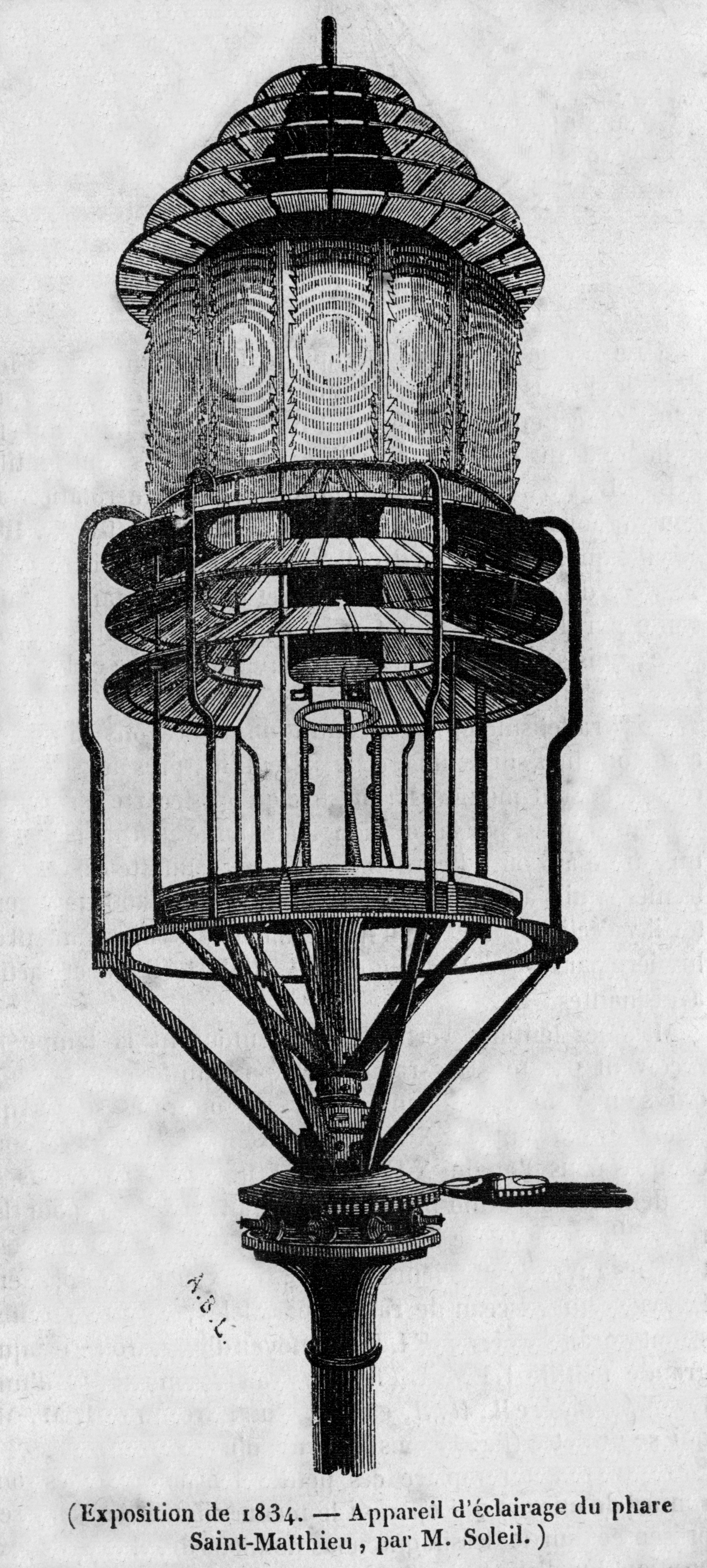
サン・マチュー灯台
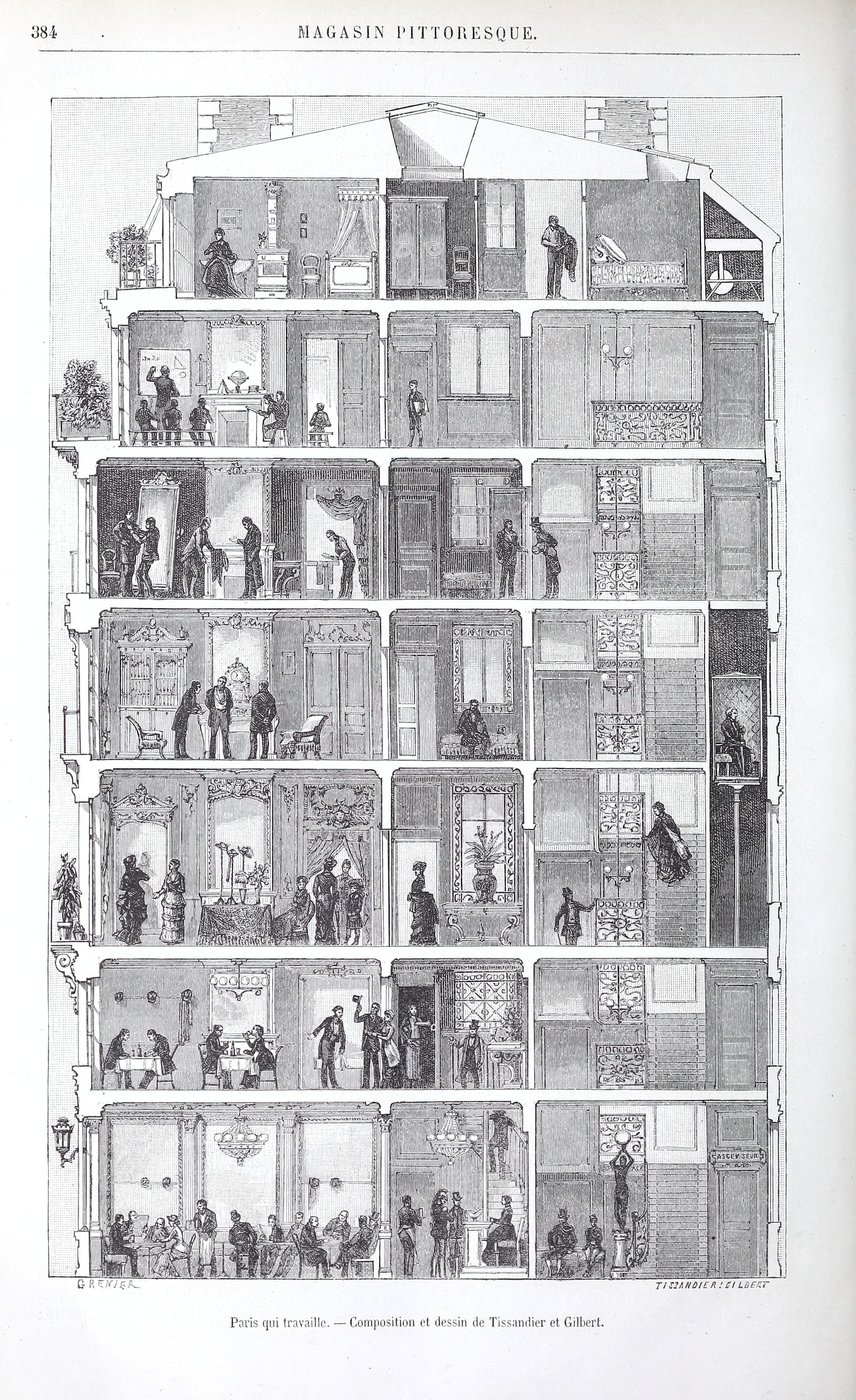
パリのビルディング

## 関連紙誌
※発刊順に列記
- ルビュー・アンシクロペディーク
- ル・マガザン・ピトレスク
- エル・ムセオ・ウニベルサル
- ヴォクルグ・スヴェタ
- ル・マガザン・デデュセシオン・エ・ドゥ・レクレアシオン
- ル・ジュルナル・ドゥ・ラ・ジュネス
- リルスタツィオーネ・イタリアーナ（イタリア語版）
- ラ・スィヤーンス・イリュストレ
- ジュルナル・デ・ヴォヤージュ
- スィヤーンス・エ・ヴォヤージュ